# Abocinamiento

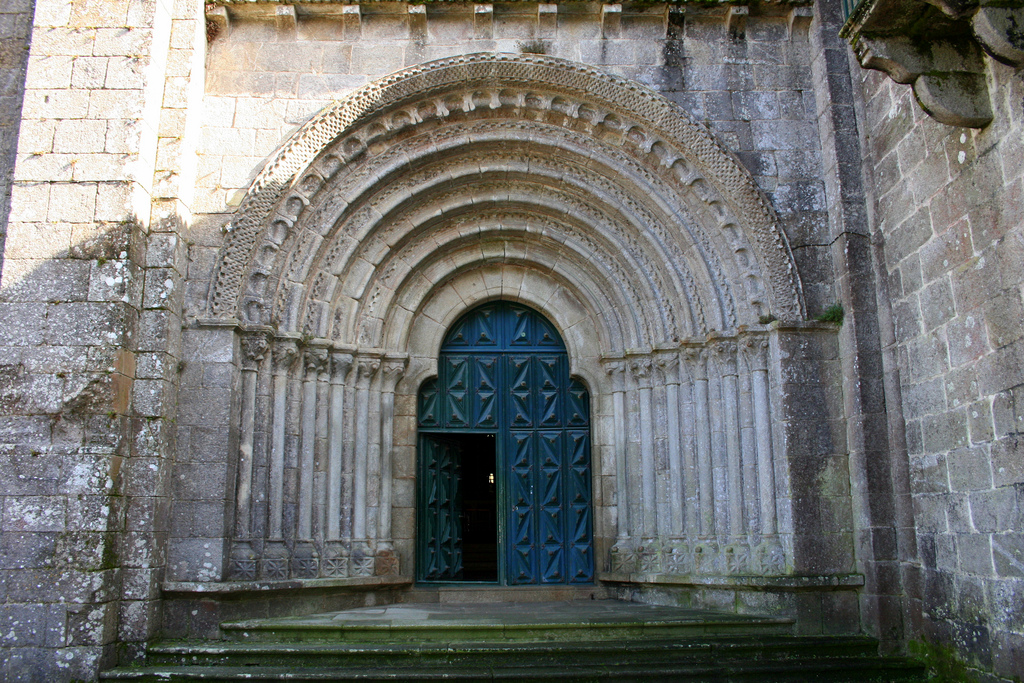
Abocinamiento del Monasterio de Armenteira.

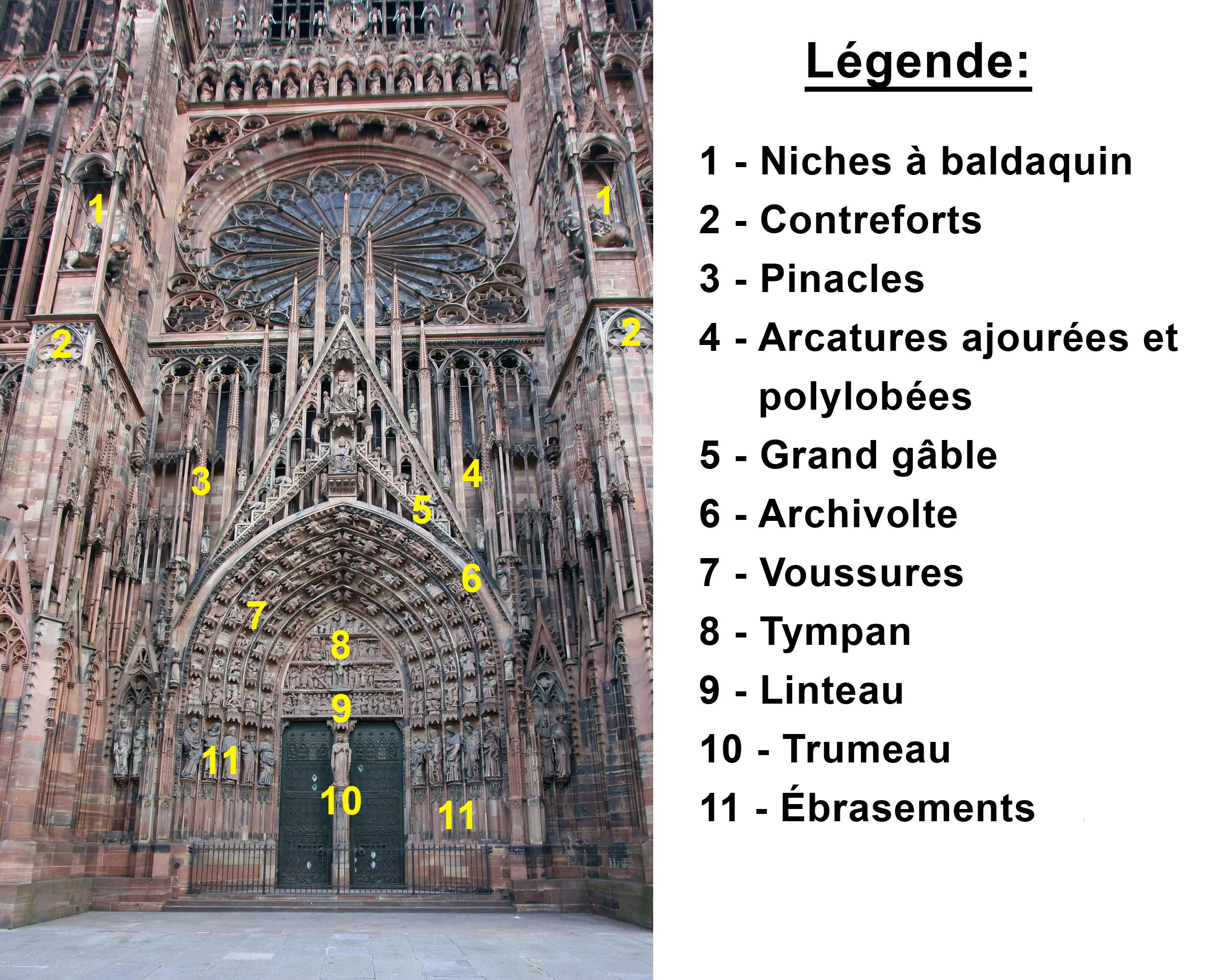
Portada abocinada de la catedral de Estrasburgo

Un abocinamiento es la forma que adopta un elemento cuando se asemeja a una bocina o trompeta, es decir, cuando su anchura aumenta o disminuye progresivamente.
En arquitectura, es una de las formas más comunes de perforar huecos, puertas y ventanas, en muros de espesor considerable, tanto ensanchando hacia el interior como al exterior del edificio. Se hace así para mejorar la difusión de la luz en el interior, para ampliar el paso o para permitir defender huecos estrechos aumentando el campo de tiro —saeteras o troneras. El efecto visual que se consigue en el lado más ancho es el agrandamiento del vano.
En huecos rectangulares, configuradas superiormente por un dintel (horizontal) o un arco, lateralmente por dos jambas e inferiormente por el umbral, el ensanchamiento afectar solo a las jambas o a los cuatro lados; puede ser hacia el interior (frecuente en la construcción de gruesos muros hasta el siglo XX) o al exterior (característico de las construcciones antiguas); puede ser cóncavo, si el abocinamiento aparece tallado horizontalmente, ovalado, siguiendo una porción de círculo,  o con resaltes cuando está compuesto por elementos verticales alineados con pequeños rebajes en profundidad.

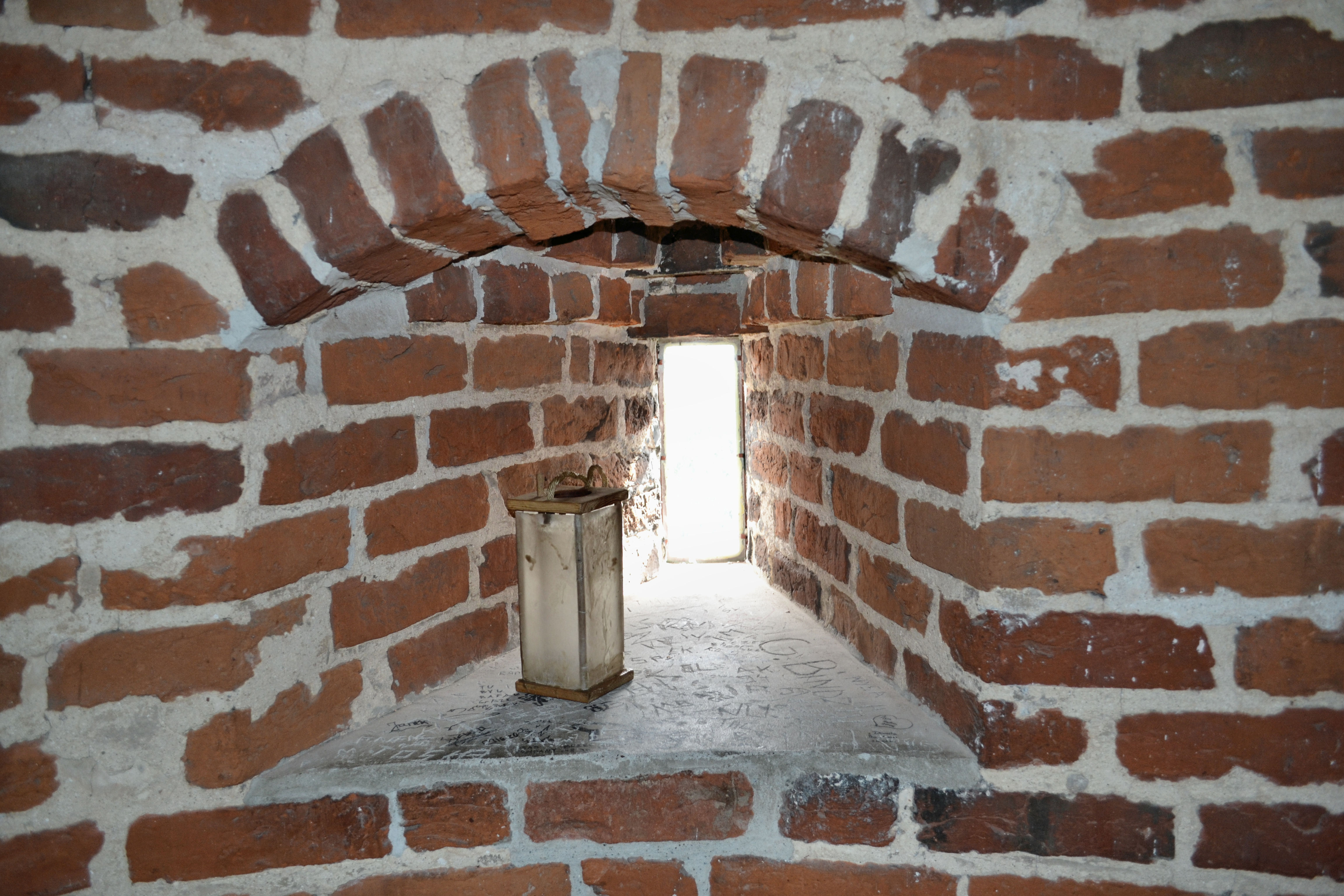
Saetera en una fábrica de ladrillo
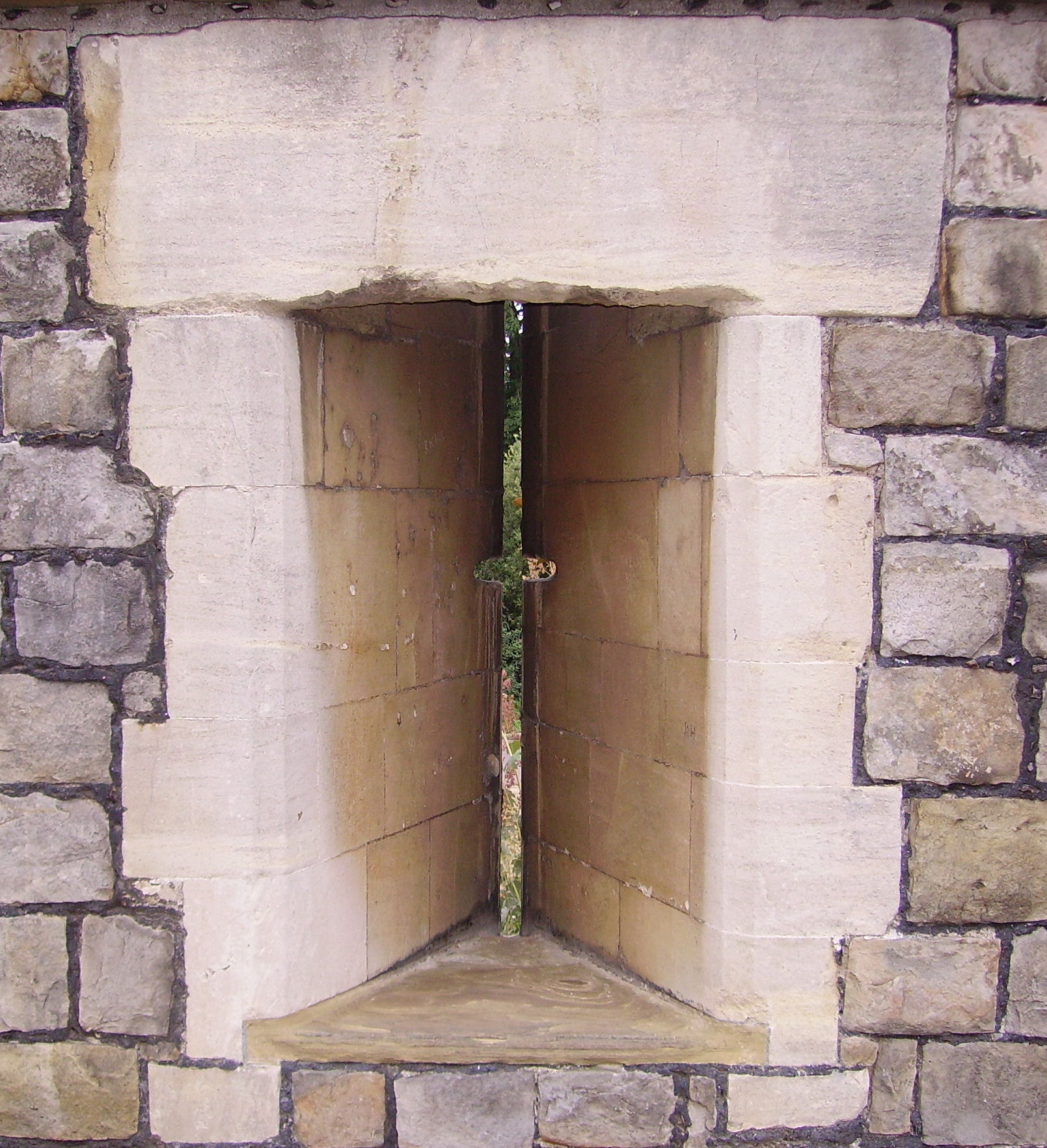
Tronera con sillares del castillo de Windsor
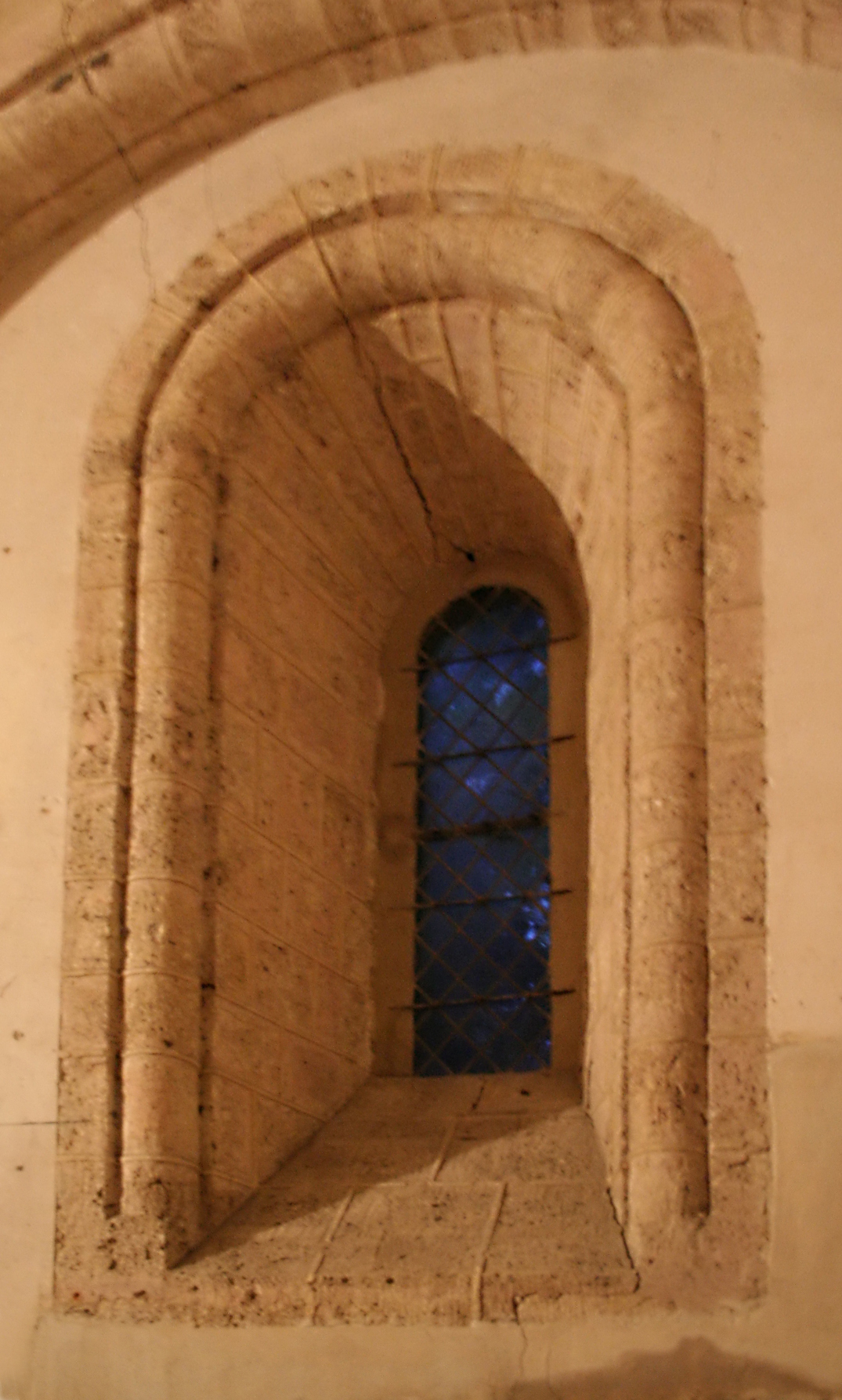
Ventana abocinada con molduras talladas en la mampostería
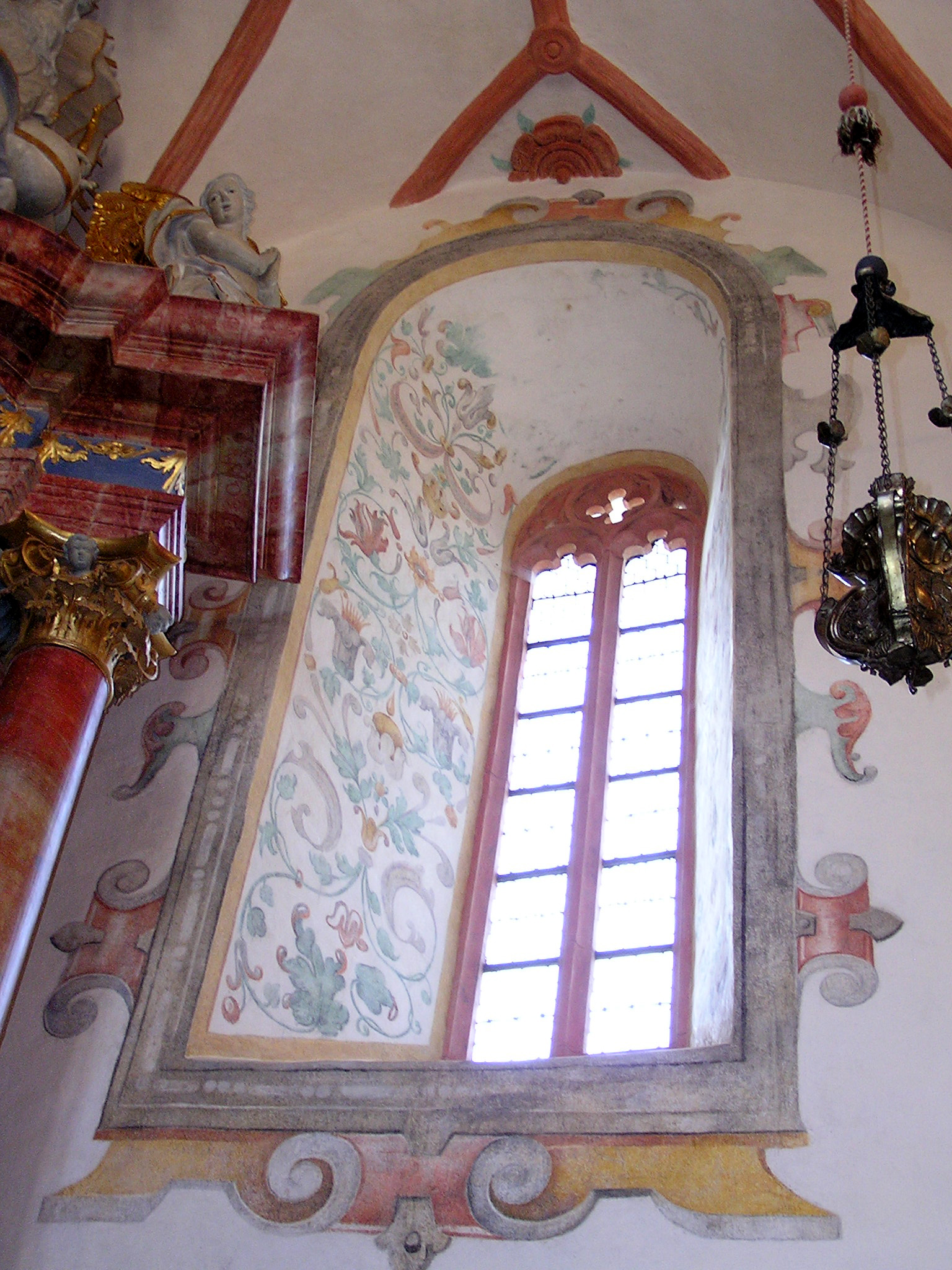
Bocina decorada con frescos

En algunos estilos medievales, como el románico y el gótico, se ha usado para disponer las  portadas, ensanchando una puerta  hacia el lado exterior de forma que invite a entrar al visitante y lo hago visualmente más grande. Fue ganando cada vez más protagonismo y en las jambas se dispusieron complejos programas iconográficos.
Las primeras figuras que estaban firmemente conectadas a la estructura del soporte y, que por ello se denominan estatuas columnares, se crearon antes de 1140 para la fachada oeste de estilo gótico temprano de la antigua iglesia abacial de Saint-Denis (Seine-Saint-Denis). Se perdieron en el siglo XVIII. Se encuentran figuras similares en los portales occidentales (1145/55) de la catedral de Chartres. A partir del siglo XIII, especialmente en los portales de las iglesias, las estatuas de los pilares se convirtieron en figuras redondas independientes que se erguían libremente.

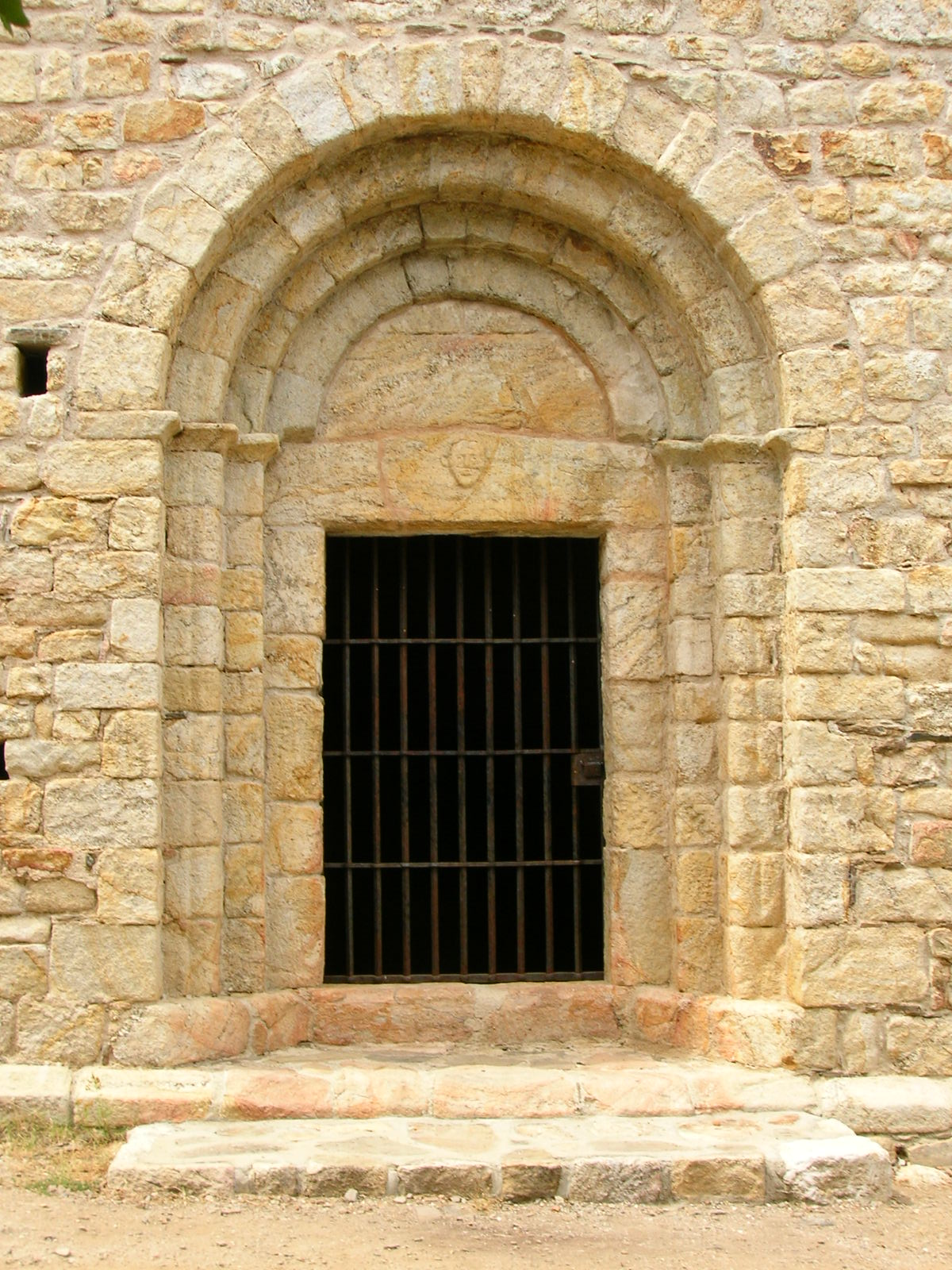
Jambas y volutas escalonadas de la iglesia de St-Laurent-du-Mont  cerca de Argelès-sur-Mer (mediados del siglo XII)
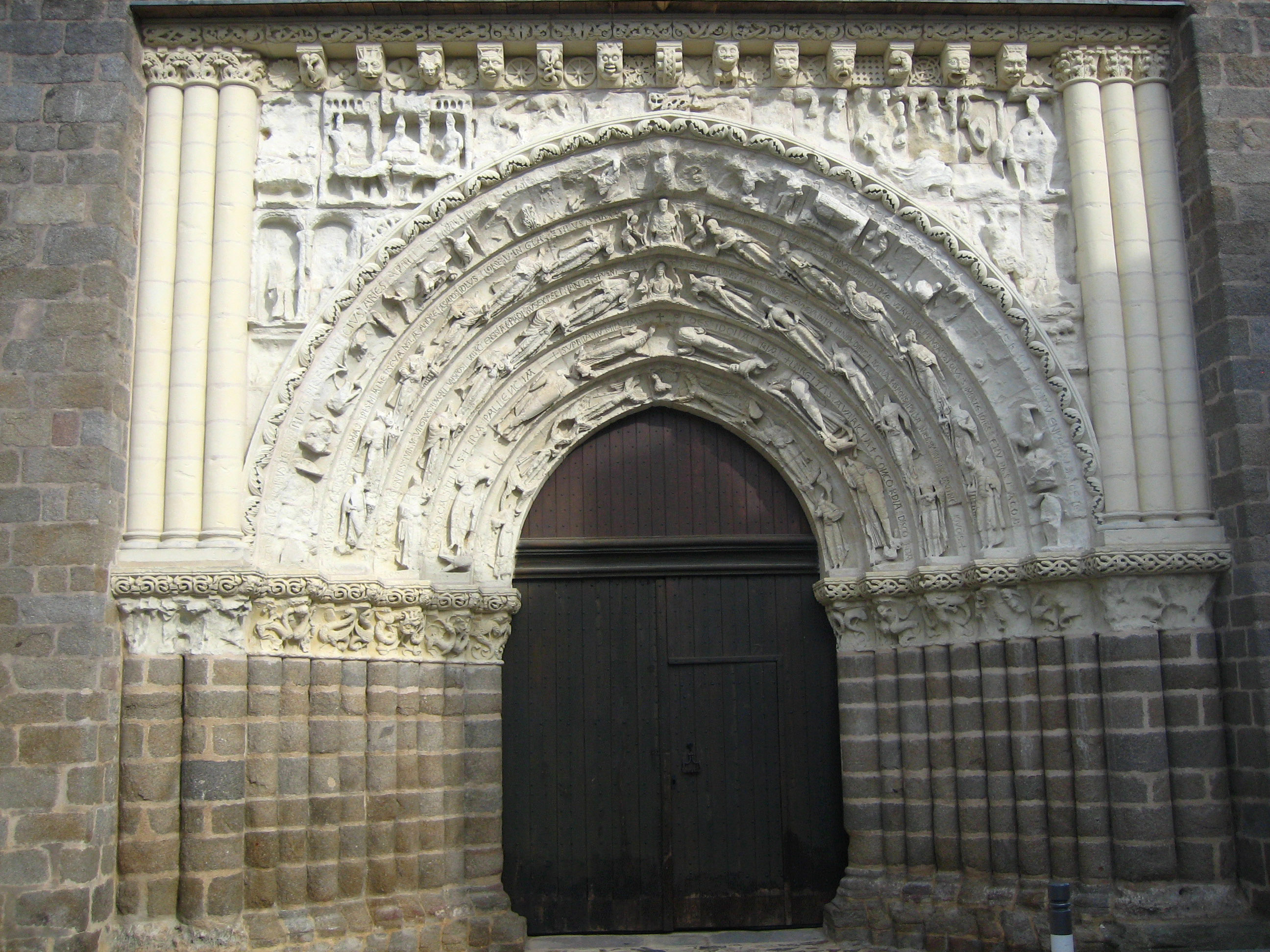
Portal de la iglesia de St-Gilles en Argenton-les-Vallées (finales del siglo XII)
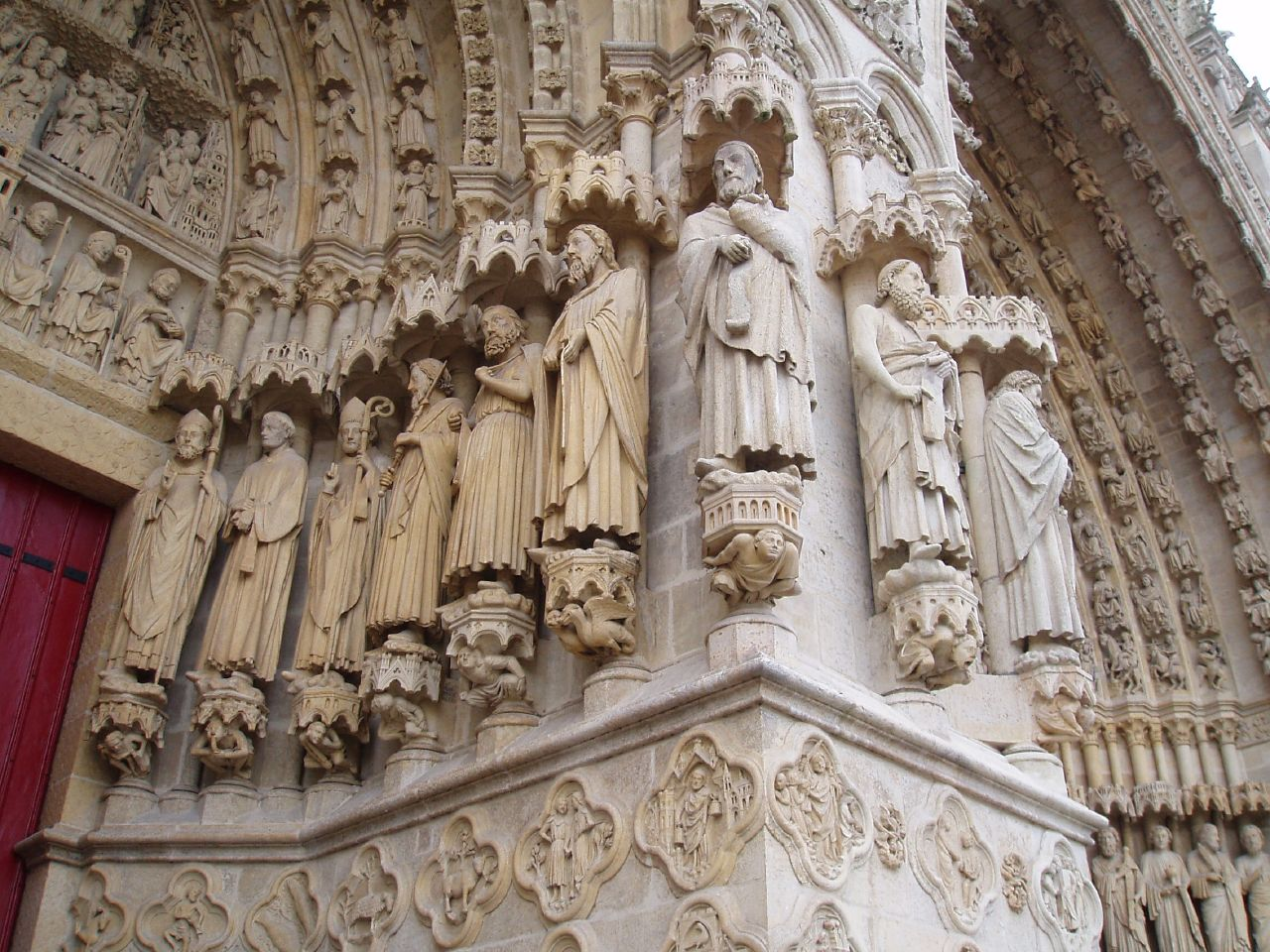
Figuras del siglo XIII en portal de San Firmino de la catedral de Amiens (portal norte de la fachada oeste)
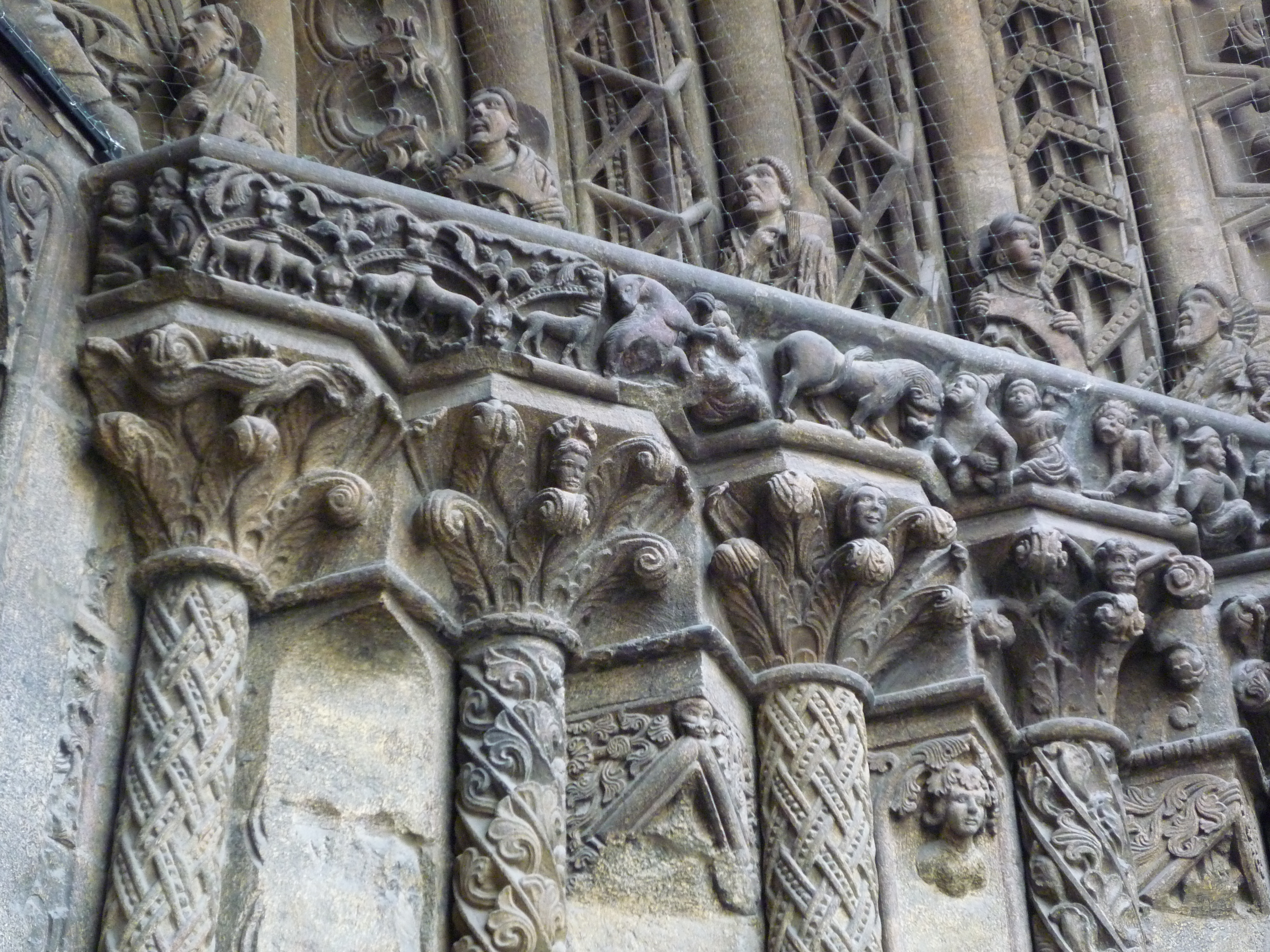
Puerta gigante del románico tardío de la catedral de San Esteban de Viena  ((siglo XIII)
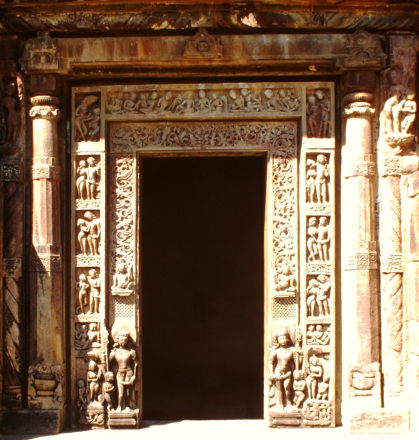
Portal en el Templo de Parvati en Nachna (India, s. V/VI)